# Makhabbat Umutzhanova
Makhabbat Umutzhanova, née le 11 août 1994 à Petropavl, est une coureuse cycliste kazakhstanaise.

## Palmarès

### Par année
- 2015
  - 2e du championnat du Kazakhstan sur route
- 2016
  -  Championne du Kazakhstan de la course aux points
  - 3e du championnat du Kazakhstan du contre-la-montre
- 2017
  - 3e du championnat du Kazakhstan du contre-la-montre
  - 4e du championnat d'Asie sur route
- 2019
  -  Championne du Kazakhstan du contre-la-montre
  -  Médaillée d'argent du championnat d'Asie du contre-la-montre par équipes
- 2022
  -  Championne du Kazakhstan du contre-la-montre
  -  Médaillée d'argent du championnat d'Asie du contre-la-montre par équipes
  -  Médaillée d'argent du championnat d'Asie sur route
- 2023
  -  Championne d'Asie du contre-la-montre par équipes mixtes
  -  Championne du Kazakhstan du contre-la-montre
- 2024
  -  Championne d'Asie du contre-la-montre par équipes mixtes
- 2025
  -  Championne d'Asie du contre-la-montre par équipes mixtes

### Classements mondiaux
| Année                                 | 2015 | 2016 | 2017 | 2018 | 2019 | 2020 | 2021 | 2022 | 2023 | 2024 |
| ------------------------------------- | ---- | ---- | ---- | ---- | ---- | ---- | ---- | ---- | ---- | ---- |
| Classement UCI                        | 405e | 493e | 216e | 541e | 376e | 737e | 370e | 124e | 272e | 546e |
|                                       |      |      |      |      |      |      |      |      |      |      |
| Légende : nc = non classéSource : UCI |      |      |      |      |      |      |      |      |      |      |